# Amphineurus nox
Amphineurus nox är en tvåvingeart som beskrevs av Alexander 1922. Amphineurus nox ingår i släktet Amphineurus och familjen småharkrankar. Inga underarter finns listade i Catalogue of Life.